# Futbol'nyj Klub Dynamo Kyïv 1993-1994
Questa voce raccoglie le informazioni riguardanti il Futbol'nyj Klub Dynamo Kyïv, meglio conosciuta come Dinamo Kiev, nelle competizioni ufficiali della stagione 1993-1994.

## Stagione
Nella stagione 1993-1994 la Dinamo Kiev, inizialmente allenata da Mychajlo Fomenko poi avvicendato da József Szabó, concluse la stagione vincendo il suo secondo campionato ucraino consecutivo. Il club fu eliminato sorprendentemente agli ottavi di finale in Coppa di Ucraina, per mano del Veres Rivne, in virtù della regola dei gol in trasferta. In Champions League il cammino degli ucraini si fermò ai sedicesimi di finale, per mano degli spagnoli del Barcellona che vinsero con un risultato complessivo di 5-4.

## Rosa
| N. |                    | Ruolo | Calciatore              |
| -- | ------------------ | ----- | ----------------------- |
|    | Ucraina (bandiera) | P     | Ihor Kutjepov           |
|    | Ucraina (bandiera) | P     | Andrij Kovtun           |
|    | Ucraina (bandiera) | P     | Oleksandr Šovkovs'kyj   |
|    | Ucraina (bandiera) | D     | Anatolij Bezsmertnyj    |
|    | Ucraina (bandiera) | D     | Vladyslav Vaščuk        |
|    | Ucraina (bandiera) | D     | Oleh Lužnyj             |
|    | Ucraina (bandiera) | D     | Serhij Zajec'           |
|    | Ucraina (bandiera) | D     | Vitalij Ponomarenko     |
|    | Ucraina (bandiera) | D     | Vasyl' Jevsjejev        |
|    | Ucraina (bandiera) | D     | Vjačeslav Chruslov      |
|    | Ucraina (bandiera) | D     | Andrij Romanovyč Chomyn |
|    | Ucraina (bandiera) | D     | Serhij Šmatovalenko     |
|    | Russia (bandiera)  | C     | Maksim Demenko          |
|    | Ucraina (bandiera) | C     | Pavlo Jakovenko         |

| N. |                         | Ruolo | Calciatore          |
| -- | ----------------------- | ----- | ------------------- |
|    | Ucraina (bandiera)      | C     | Dmytro Topčijev     |
|    | Ucraina (bandiera)      | C     | Volodymyr Šaran     |
|    | Ucraina (bandiera)      | C     | Oleksandr Pryzetko  |
|    | Turkmenistan (bandiera) | C     | Andrej Zav'jalov    |
|    | Ucraina (bandiera)      | C     | Serhij Kovalec'     |
|    | Ucraina (bandiera)      | C     | Andrij Annenkov     |
|    | Ucraina (bandiera)      | C     | Vladyslav Prudius   |
|    | Ucraina (bandiera)      | C     | Serhij Mizin        |
|    | Ucraina (bandiera)      | C     | Vitalij Mintenko    |
|    | Ucraina (bandiera)      | C     | Jurij Hrycyna       |
|    | Georgia (bandiera)      | A     | Mikheil Jishkariani |
|    | Ucraina (bandiera)      | A     | Pavlo Škapenko      |
|    | Ucraina (bandiera)      | A     | Serhij Rebrov       |
|    | Ucraina (bandiera)      | A     | Viktor Leonenko     |

## Risultati

### Coppa di Ucraina
| Arbitro: | Pančyk (Sinferopoli) |

|               |           |                                |
| Romanyšyn 90’ | Marcatori | 24’, 81’ Topčijev 78’ Škapenko |

| Arbitro: | Zan' (Leopoli) |

|                                                          |           |  |
| Topčijev 36’ Kovalec' 53’ Vaščuk 77’ Pryzetko 89’ (rig.) | Marcatori |  |

| Rivne 2 dicembre 1993 Ottavi di finale – Andata | Veres Rivne       | 0 – 0 referto | Dinamo Kiev | Stadio Avanhard (10 000 spett.)\| Arbitro: \| Bav'kyn (Charkiv) \| |
| Arbitro:                                        | Bav'kyn (Charkiv) |               |             |                                                                    |

| Arbitro: | Zvjahyncev (Donec'k) |

|              |           |                |
| Škapenko 41’ | Marcatori | 34’ Paljanycja |

### Champions League
| Arbitro: | Don |

|                                      |           |                   |
| Škapenko 5’ Leonenko 44’ (rig.), 55’ | Marcatori | 27’ (rig.) Koeman |

| Arbitro: | Amendolia |

|                                           |           |            |
| M. Laudrup 10’ Bakero 18’, 48’ Koeman 67’ | Marcatori | 28’ Rebrov |

## Statistiche

### Statistiche di squadra
| Competizione          | Punti | Totale | Totale | Totale | Totale | Totale | Totale | DR  |
| Competizione          | Punti | G      | V      | N      | P      | Gf     | Gs     | DR  |
| --------------------- | ----- | ------ | ------ | ------ | ------ | ------ | ------ | --- |
| Vyšča Liha            | 56    | 34     | 26     | 10     | 1      | 61     | 21     | +40 |
| Coppa d'Ucraina       | -     | 4      | 2      | 2      | 0      | 8      | 2      | +6  |
| UEFA Champions League | -     | 2      | 1      | 0      | 1      | 4      | 5      | -1  |
| Totale                | -     | 40     | 29     | 12     | 2      | 73     | 28     | +45 |